# Lampiella gibbosa
Lampiella gibbosa — єдиний вид роду Lampiella з триби Hypoptopomatini підродини Hypoptopomatinae родини Лорікарієві ряду сомоподібні. Тривалий час відносили до роду Otocinclus. Інша назва «лорікарія-карликовий джміль».

## Опис
Загальна довжина сягає 5 см. Голова доволі широка, морда видовжена. Очі середнього розміру. Тулуб кремезний, потовщений, хвостове стебло звужене. Спинний плавець короткий, притиснутий до тіла. Грудні та черевні плавці широкі й трохи подовжені. Останні трохи ширші та дещо коротші. Анальний плавець поступається спинному. Хвостовий плавець широкий з виїмкою.
Існує багато кольорових варіацій: блідо-жовте та піщане (переважно), помаранчево-чорне, сіре. Хвостове стебло й кінчики грудних і черевних плавців мають поперечні бліді темно-коричневі смуги. На місце поєднання хвостового стебла й хвостового плавця проходить чітка чорна поперечна смуга.

## Спосіб життя
Біологія вивчена недостатньо. Є демерсальною рибою. Віддає перевагу прісним і чистим водоймам. Активна переважно у присмерку та вночі. Живиться діатомовими й зеленими водоростями та наупліями артемії (креветки), які щойно вилупилися.

## Розповсюдження
Є ендеміком Бразилії (штат Сан-Паулу). Мешкає в басейні річки Рібьєра-де-Ігуапе.